# Durs Grünbein
Durs Grünbein (* 9. října 1962, Drážďany) je německý spisovatel. V roce 1995 se stal laureátem ceny Georga Büchnera.

## Život a dílo
Studoval divadelní vědu na Humboltově univerzitě v Berlíně, studium avšak roku 1987 přerušil. Zabýval se také např. kvantovou fyzikou, neurologií, filozofií (např. Ludwigem Wittgensteinem, francouzskými strukturalisty, či Frankfurtskou školou).
Jeho ženou je Eva Sichelschmidt.

### Přehled děl v originále

#### Poesie
- Falten und Fallen: Gedichte. 3. Aufl. Frankfurt am Main: Suhrkamp Verlag, c1994. 124 S.

### České překlady

#### Poesie
- Lekce lební báze (orig. 'Schädelbasislektion: Gedichte')[6]. 1. vyd. Zblov: Opus, 2008. 97 S. Překlad: Wanda Heinrichová